# Джварис Мама
Джварис Мама (груз. თბილისის ჯვარის მამის ეკლესია) — православный храм в тбилисском Старом городе на улице Коте Абхази, 41.
Небольшое кирпичное купольные здание, прямоугольное в плане, вытянутое по оси восток-запад (9,25 × 13,15 м).

## История
Считается одной из старейших культовых построек Тбилиси (согласно Платону Иоселиани в числе пяти, инициированных Вахтангом Горгасали (V век) : Сиони, Анчисхати, Крестовоздвиженская, Земо Бетлеми и Михаила Архангела). Построена при тбилисском подворье грузинского иерусалимского монастыря Святого Креста.
Церковь неоднократно разрушалась — монголами (XIV век), персами (1795), но всякий раз восстанавливалась. Современная постройка 1825 года. От росписей XIX века сохранилась фреска.
До 1921 года принадлежала патриарху Иерусалимскому.